# Університет китайської культури
Університет китайської культури (англ. Chinese Culture University, CCU; кит.: 中國文化大學) — приватний тайванський університет, розташований у Янміншані в районі Шілінь, Тайбей, Тайвань. CCU був заснований у 1962 році та є одним із найбільших університетів Тайваню, де навчається близько 32 000 студентів. Сателітні кампуси розташовані в районах Цзяньго, Сіменьдін і Східної дороги Чжунсяо міста Тайбей. CCU має широку співпрацю та мережу з провідними університетами по всьому світу.
Школу було засновано як Далекосхідний університет у 1962 році Чан Чі-Юном, а в 1963 році президентом Чан Кайши перейменовано в Коледж китайської культури. У 1980 році він став Університетом китайської культури. CCU організований у дванадцять академічних коледжів: вільні мистецтва, іноземна мова та література, соціальні науки, наука, техніка, ділове адміністрування, журналістика та комунікації, мистецтво, дизайн середовища, право, сільське господарство та освіта.

## Історія
Університет китайської культури багато разів реорганізовувався. Міністерство освіти надало університету дозвіл на відкриття студій з філософії, китайської, східних мов, англійської, французької, німецької, історії, географії, новин, мистецтва, музики, драматургії, фізичного виховання, побутових наук та архітектури.

## Академічні справи
CCU має 12 коледжів: сільського господарства, мистецтв, бізнес-адміністрування, освіти, інженерії, дизайну середовища, іноземних мов, журналістики та масових комунікацій, права, вільних мистецтв, науки та соціальних наук. Департамент управління туризмом входить до трійки лідерів серед університетів материкового Китаю, Гонконгу та Тайваню. CCU вперше з'явився та посів 401—450 місце в рейтингу азійських університетів QS 2022.

## Місцезнаходження
Головний кампус розташований на горі Ян Мін, звідки відкривається вид на район Тьєнму, приблизно за 45 хвилин їзди від головного вокзалу Тайбея. Місцевість відома своїми численними пішохідними стежками та гарячими джерелами. Університет розташований недалеко від головної дороги, яка в'ється в гору, де є цілодобовий супермаркет Wellcome, 7-11, Starbucks, Mos Burger і McDonald's. Багато студентів знімають квартири в цьому маленькому селищі, а міські автобуси зупиняються вздовж головної дороги.

## Музей Хва Кан

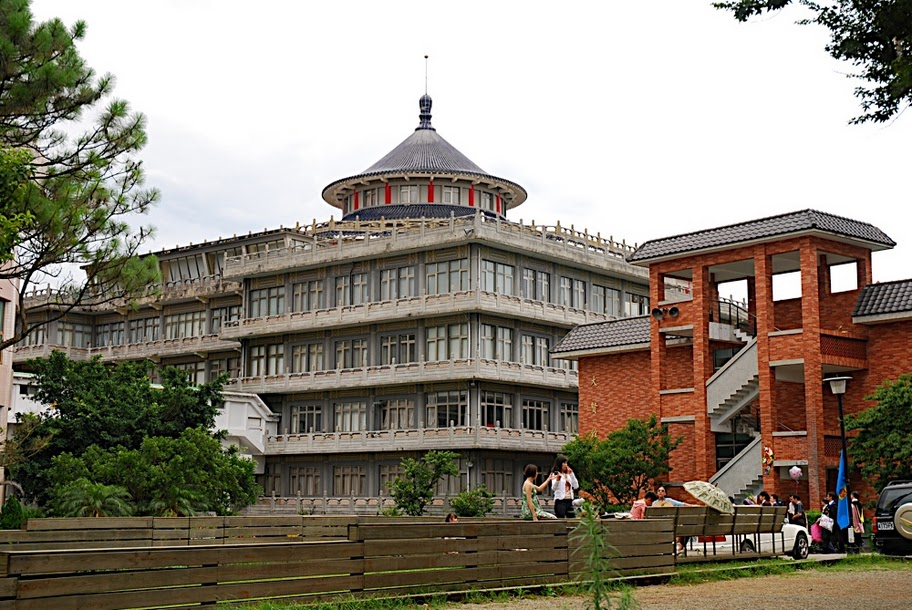
Музей Хва Кан

Заснований у 1971 році університетський музей, також званий Музеєм Хва Кан, є першим комплексним музеєм такого роду на Тайвані. Його постійна колекція складається з китайської кераміки багатьох століть, сучасного китайського живопису та каліграфії, китайського народного мистецтва та гравюр на дереві. Деякі колекції включають твори таких майстрів як Ван Янмін, У Чаншо, Юй Южень, Чжан Дачань, Пужу.

## Транспорт
Відносно незручне та ізольоване розташування головного кампусу CCU створило для студентів і співробітників проблеми з транспортом. У той час як університет використовує кілька шкільних автобусів для транспортування викладачів, співробітників і студентів щодня вгору та вниз по горах, багато студентів вирішили їздити на скутерах до головного кампусу. Це призвело до великої кількості травм і смертей студентів кожного семестру. Громадські автобуси R5 і 260 також курсують між головним кампусом і центром Тайбея. Ці автобуси також роблять зупинки на станціях метро Jiantan і Shilin. Службу таксі можна знайти в головному кампусі, а таксі чекають студентів і викладачів перед спортивним центром університету в денний час.

## Кампуси
CCU має чотири кампуси в місті Тайбей. Головний кампус розташований на горі Ян Мін, а три інші менші кампуси розташовані в Цзяньго, Сіменьдін і на східній дорозі Чжунсяо в центрі Тайбею. Кампус Цзяньго є місцем розташування Мандаринського навчального центру, тоді як кампус Zhongxiao East Road є місцем розташування Міжнародного мовного інституту. Кампус Сіменьдін пропонує різноманітні як кредитні, так і некредитні курси, крім того, що він є додатковим кампусом для юридичного коледжу.

## Студенти з корінного населення
У CCU є велике товариство корінних народів, у якому багато студентів з усього Тайваню беруть участь у заходах, присвячених їхнім корінним культурам.

## Бойові мистецтва
CCU добре відомий на Тайвані завдяки програмам бойових мистецтв, які пропонуються в кампусі Yang Ming Shan. Команда CCU з дзюдо є конкурентоспроможною на міжнародному рівні, і багато членів виграли свій дивізіон як у національних, так і в міжнародних турнірах. Кафедра бойових мистецтв CCU також пропонує курси японського джіу-джитсу, айкідо та кунг-фу.

## Люди

### Видатні викладачі
- Саньмао — доцент кафедри китайської мови.
- Нань Хуайцзінь[en] — професор чань-буддизму.

### Видатні випускники
- Ли Ан[en] — відома тайванська письменниця-феміністка та авторка "Дружини м'ясника.
- Цай Мінлян — тайванський кінорежисер.
- Хуан Чжісюн[en] — олімпійський призер з тхеквондо.

## Галерея

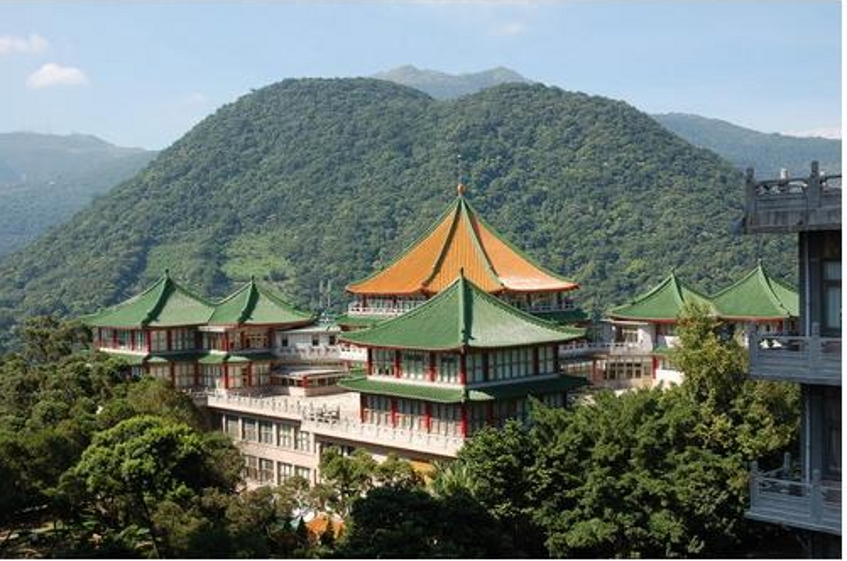
Будівлі кампусу, Університет китайської культури
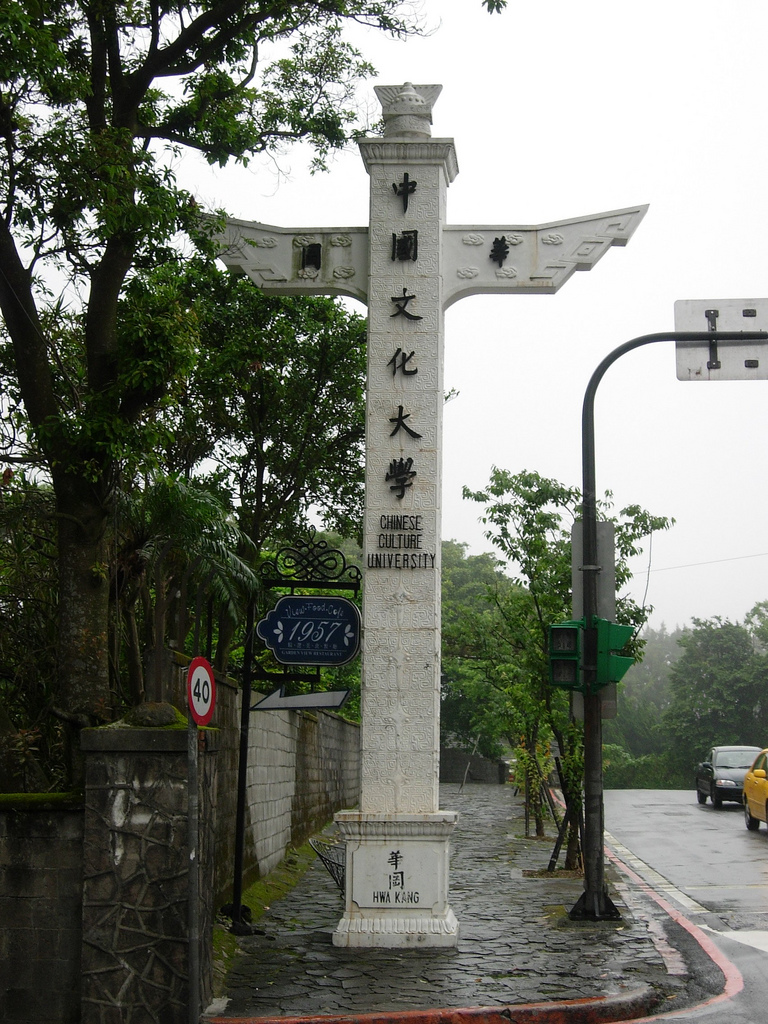
Традиційна китайська хуабяо[en] біля головних воріт
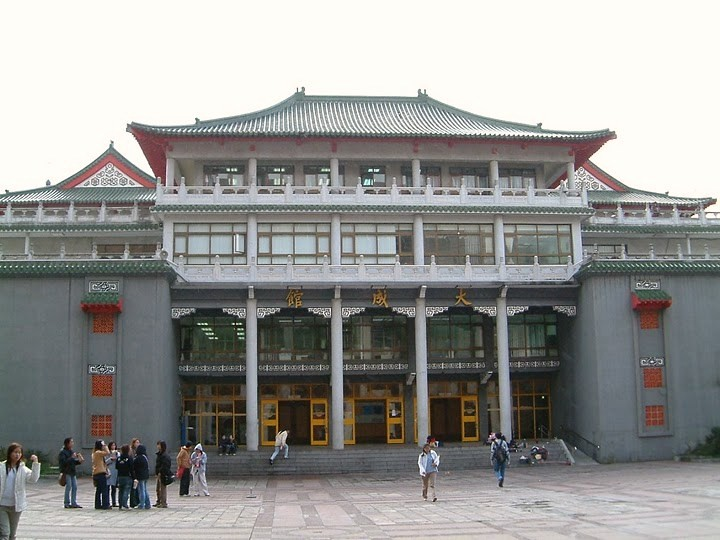
Класні будівлі